# Москітос Ессен
«Москітос Ессен» (нім. Moskitos Essen) — хокейний клуб із міста Ессен, Німеччина. Заснований у 1935 році. Виступає в Оберлізі.

## Історія

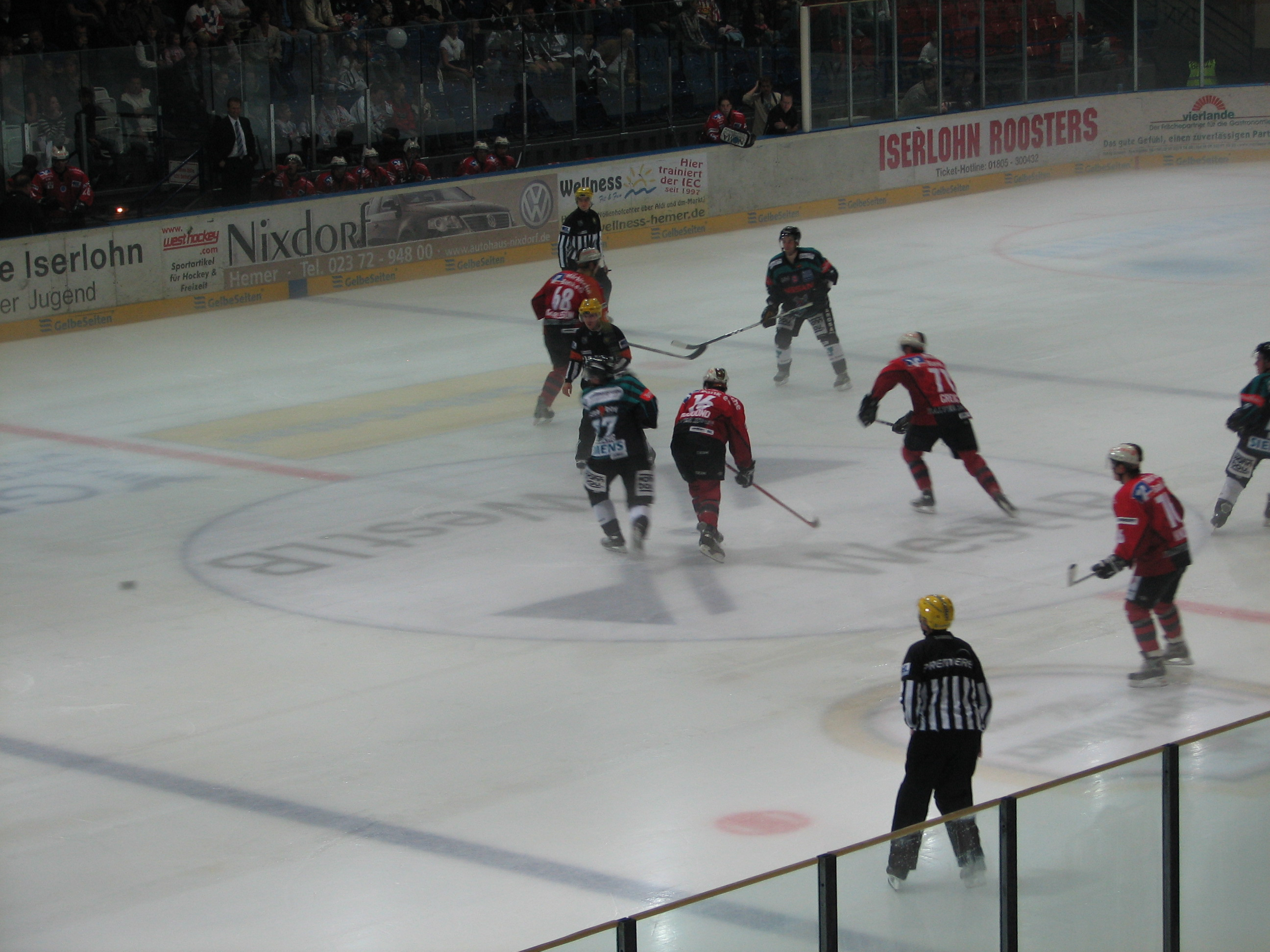
Матч Ізерлон Рустерс — Москітос Ессен, 2006 рік

Клуб «Москітос Ессен» заснований у 1935 році, сучасна назва з 1994 року. До 1978 року клуб виступав у регіональних лігах. З 1978 по 1984 «Ессен» виступає у Другій Бундеслізі. Сезон 1984–1985 клуб дебютував у Бундеслізі, посівши останнє десяте місце. З 1988 по 1990 роки «Ессен» виступав у втішних раундах Бундесліги, але жодного разу не був серед претендентів на повернення до неї. 
Надалі команда виступала у Другій Бундеслізі, а з 1995 по 1998 три сезони відіграла в лізі Норд. Після чого «Москітос Ессен» вже за рік здобув право виступати в Німецькій хокейній лізі, де відіграв три сезони, посідаючи останні місця в двох перших турнірах, а в сезоні 2001—2002 клуб фінішував на 14-му місці, але був позбавлений ліцензії.
Відігравши три сезони в Другій Бундеслізі, «Москітос Ессен» вибув до Регіональної ліги. З 2015 року «москіти» виступають в Оберлізі Норд.

## Домашня арена
Стадіон «Ейсспортгалле Ессен» відкритий у 1972 році. Арена вміщує 3850 глядачів.

## Досягнення
Друга Бундесліга
- Переможець: 1982, 1999

## Відомі гравці
- Їржі Голечек
- Мирослав Дворжак
- Моріц Мюллер
- Еса Тікканен